# Pinus aristata

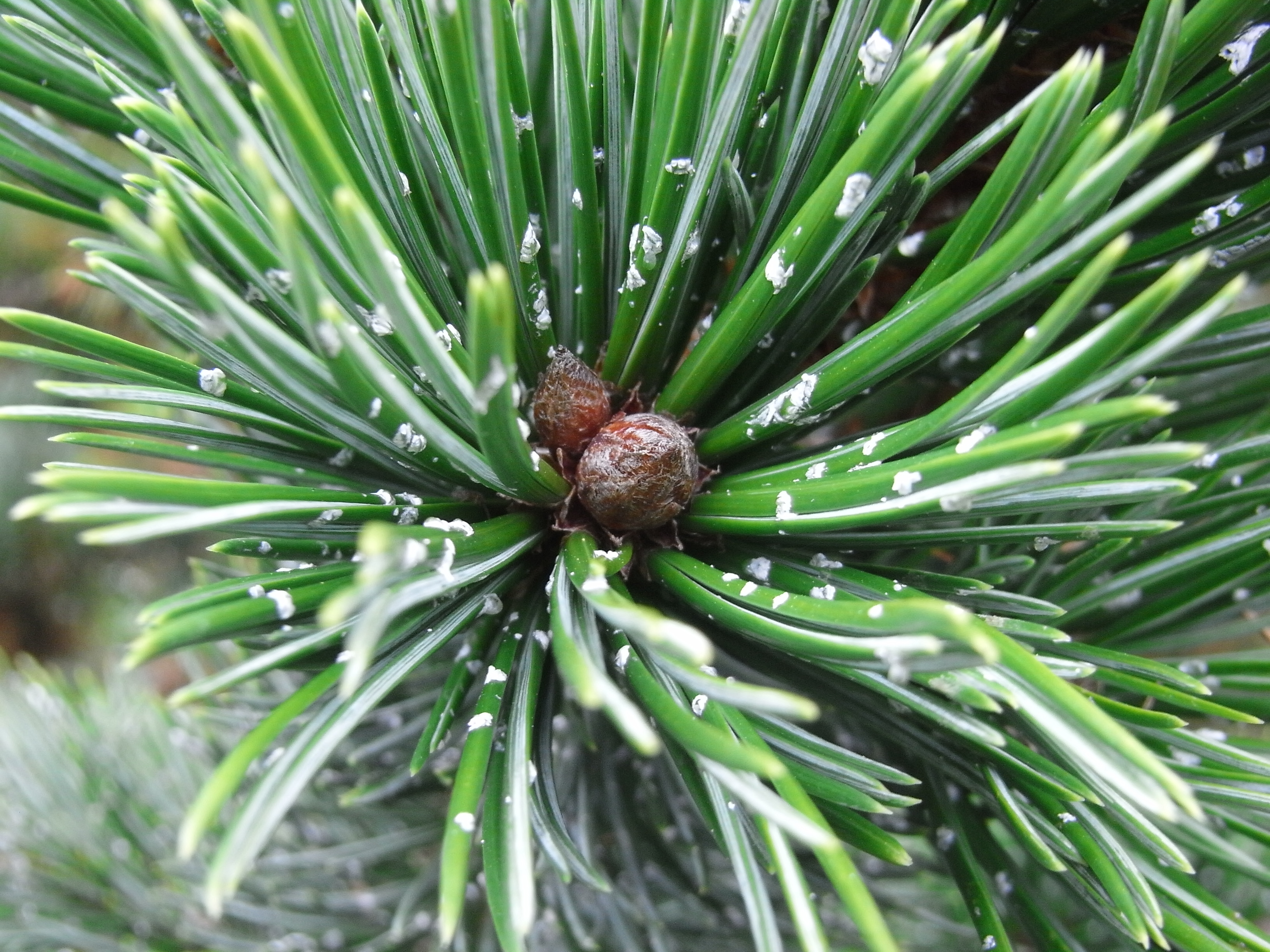

Сосна остиста (Pinus aristata Engelm.) — один з видів роду сосна, котра природно зростає у Північній Америці.

## Поширення
Трапляється в скелястих горах в штаті Колорадо і північному Нью-Мексико, з ізольованою популяцією на піках Сан-Франциско в Аризоні.

## Екологічна приуроченість
Зазвичай знаходиться на дуже великих висотах, починаючи з 2500-3700 м, в холодних, сухих кліматичних субальпійських умовах.
| Соснові | Це незавершена стаття про родину соснові. Ви можете допомогти проєкту, виправивши або дописавши її. |